# Río Huaco
Río Huaco är ett vattendrag i Argentina.   Det ligger i provinsen San Juan, i den nordvästra delen av landet, 1 000 km nordväst om huvudstaden Buenos Aires.
Omgivningarna runt Río Huaco är i huvudsak ett öppet busklandskap. Trakten runt Río Huaco är nära nog obefolkad, med mindre än två invånare per kvadratkilometer.